# 臥雲義尚
臥雲 義尚（がうん よしなお、1963年〈昭和38年〉4月21日 - ）は、日本の政治家。長野県松本市長（2期）。元NHK解説委員、報道局遊軍プロジェクト長（兼務）。

## 来歴
長野県松本市中央出身。松本市立開智小学校、松本市立丸ノ内中学校、長野県松本深志高等学校を卒業後東京大学受験に失敗し早稲田大学政治経済学部で２年間仮面浪人し大手予備校に通う。その後結果として2浪して東京大学へ進学。学生時代は小学校から大学まで野球部に所属。
東京大学法学部（政治学）を卒業後、1988年にNHKに入局し、新潟局への配属となる。その後政治部に配属され、連合や社会党、自民党小渕派、内閣官房長官、外務省を担当。
政治記者としては野中広務など有力政治家の番記者を務めたのを始め、日本の政権中枢・外交現場を取材。政治部選挙デスク、遊軍プロジェクト長等を務め、2015年6月より解説委員に就任。また、NEWS WEBの企画立案者として、番組の立ち上げに携わった。同年12月にNHKを退職。

### 政治家への転身
2016年3月、長野県松本市長選に立候補したが、現職の菅谷昭に敗れ落選。
※当日有権者数：192,211人 最終投票率：49.89%（前回比：pts）
| 候補者名 | 年齢 | 所属党派 | 新旧別 | 得票数   | 得票率 | 推薦・支持 |
| -------- | ---- | -------- | ------ | -------- | ------ | ---------- |
| 菅谷昭   | 72   | 無所属   | 現     | 53,978票 | 56.65% |            |
| 臥雲義尚 | 52   | 無所属   | 新     | 35,850票 | 37.62% |            |
| 鈴木満雄 | 65   | 無所属   | 新     | 5,457票  | 5.73%  |            |

2019年2月、信濃毎日新聞などの取材に対し、2020年3月8日告示、同15日投開票の松本市長選挙への二度目の立候補を表明した。また、2019年9月25日には記者会見を開き、正式に出馬を表明した。
2020年3月15日の投開票の結果、元県庁職員の大月良則、元テレビ朝日記者の花村恵子、元衆議院議員の百瀬智之ら5候補を破り初当選した。3月28日、市長就任。
※当日有権者数：195,385人 最終投票率：48.38%（前回比：－1.51pts）
| 候補者名 | 年齢 | 所属党派 | 新旧別 | 得票数   | 得票率 | 推薦・支持 |
| -------- | ---- | -------- | ------ | -------- | ------ | ---------- |
| 臥雲義尚 | 56   | 無所属   | 新     | 36,357票 | 38.78% |            |
| 大月良則 | 59   | 無所属   | 新     | 26,238票 | 27.99% |            |
| 花村恵子 | 52   | 無所属   | 新     | 15,841票 | 16.90% |            |
| 百瀬智之 | 37   | 無所属   | 新     | 13,561票 | 14.47% |            |
| 上條邦樹 | 50   | 無所属   | 新     | 1,101票  | 1.17%  |            |
| 米田龍二 | 75   | 無所属   | 新     | 646票    | 0.69%  |            |

2024年3月17日執行の松本市長選挙に閉店後の松本パルコ跡を市立図書館等に利用する公約等で出馬し、松本パルコ跡への税金投入に反対する会社社長の上條邦樹と臥雲陣営が路上等でトラブルを起こすなど波乱含みの選挙戦を展開し、同じくパルコ跡への巨額税金投入に反対する信越放送専務取締役を務めた菱山晋一とも舌戦の上わずか477票差の大接戦の末に辛くも逃げ切り勝ちを収めて再選を果たした。
※当日有権者数：194,356人 最終投票率：44.67%（前回比：－3.71pts）
| 候補者名   | 年齢 | 所属党派 | 新旧別 | 得票数   | 得票率 | 推薦・支持 |
| ---------- | ---- | -------- | ------ | -------- | ------ | ---------- |
| 臥雲義尚   | 60   | 無所属   | 現     | 34,070票 | 39.60% |            |
| 菱山晋一   | 68   | 無所属   | 新     | 33,593票 | 39.04% |            |
| 赤羽俊太郎 | 41   | 無所属   | 新     | 14,983票 | 17.41% |            |
| 上條邦樹   | 54   | 無所属   | 新     | 2,224票  | 2.59%  |            |
| 竹内貴也   | 58   | 無所属   | 新     | 1,167票  | 1.36%  |            |

## 政策・主張
- 松本市役所の新庁舎建て替え問題については、面積を拡大しての現地建て替えに反対し、各地へ分散化・分権化をすべきとしている[11]。
- 2020年6月15日、性的少数者（LGBTなど）の同性カップルが婚姻と同等の扱いを受けられる「パートナーシップ宣誓制度」について、2021年4月の導入を目指すと明らかにした[12]。同制度は予定通り2021年4月1日に導入された[13]。

## NHK時代の担当番組
- NEWS WEB/NEWS WEB 24（企画立案者・編集責任者）
- ニュースウオッチ9
- NHKニュースおはよう日本
- 報道特別番組-政治はどこへ向かうか-
- お元気ですか日本列島
- 地球イチバンミニ
- Sportsプラス
- ニュース シブ5時 （解説・記者）
- ジセダイの逸材 （キャップ・当番組プロデューサー・キャスター兼務）
- 日曜討論（司会）

## 係累
曾祖父は明治時代の発明家：臥雲辰致。

## 不祥事
- 2016年の松本市長選挙（臥雲は落選）の際、NHK在籍時代に同僚職員が臥雲の送別会用にNHKの機材や版権映像を無断で使用し作成した映像を選挙事務所で放映した。また、同版権映像をDVDに約100枚無断複製したうえ支持者らに配布し、その版権映像を支持者がインターネット上の動画投稿サイトに投稿し不特定多数に閲覧可能となっていたとしてNHKから厳重抗議を受けた。NHKは業務以外の目的でカメラや編集機材、版権映像を使ったなどとして動画を作った職員4人を訓告、出演した職員4人を厳重注意処分にした[14]。臥雲は選挙活動に動画を無断使用したことについて「不適切な判断だった。NHKに大きな迷惑をかけ申し訳ない」と話した。しかしNHK及び市民や支持者に対しての説明や謝罪は現在もない。
- コロナ禍の2020年12月28日、副市長2名と総務部長ら市幹部複数人で長時間の忘年会を行ったことが指摘され、2021年1月6日の定例会見で「反省すべき点があった」と述べた（が謝罪はしていない）。これに先立つ2020年12月18日の市長記者会見で臥雲は「飲食は２時間以内に」と広く市民・飲食店に呼びかけ、市役所内部には「会食は長時間にならないこと」と通達していた最中であった為、市民や飲食店経営者等を中心に大きな批判が起きた[15]。その後の2021年1月20日に臥雲市長と長野県松本地域振興局長らが松本市内の酒類の提供を行う飲食店等に対して直接訪問するなどして休業や営業時間短縮の協力を呼びかけたが市民の反応は冷ややかで臥雲に対するヤジも飛んでいた[16]。
- 2022年3月10日松本市アルプス公園キャンプ場整備をめぐり展望広場の耐震不足が露呈し、これを把握しながらこの事実を隠蔽し議会へ予算計上を進めようとした臥雲が市議会会期中での異例の予算案削除で市長が陳謝[17][18]。
- 2022年9月1日、新松本市立博物館の建設をめぐる一連の問題で松本市への背任で刑事告発を受けた。その後検察庁は正式受理し臥雲は被疑者となり捜査を受けるも不起訴になっている。なお検察は処分の理由を明らかにしていない。[19][20]